# Lissonota fenella
Lissonota fenella är en stekelart som beskrevs av Henry Lorenz Viereck 1903. Lissonota fenella ingår i släktet Lissonota och familjen brokparasitsteklar. Inga underarter finns listade i Catalogue of Life.